# 福州語
福州語（ふくしゅうご、フッチュウア＝Hók-ciŭ-uâ、英語：Fuzhou dialect、Foochowese、中国語：福州話 Fúzhōuhuà）は、中国語の方言のひとつで、主に中国福建省東部の福州市周辺で話されている言葉である。

## 系統
福州語は、中国語十大方言、もしくは七大方言のうちのひとつである閩語（びんご）、別名閩方言（びんほうげん）に属し、上位分類である閩東語（びんとうご）の代表とされる。福州市に所属する、福清、閩侯、閩清、永泰、羅源、連江、長楽、平潭の他、寧徳地区の一部、古田などで話され、使用人口は約560万人。この他にも閩中地区、閩北地区には、福州語を第二言語などとして話せる人が少なくない。
海外では、マレーシアに比較的多くの福州系華人・華僑がいる他、アメリカ合衆国やアフリカ諸国にも福州系華人・華僑がおり、福州語を母語としている。

## 音声的特徴
福州語の音節は、他の中国語（漢語）方言と同じく、声母（語頭子音）と韻母、声調の組み合わせで成り立っている。
福州市内の福州語の場合、基本声母は15種、韻母は48種、声調は7種ある。福州語は2つ以上の音節が連続することによって、後の音節の声母及び前の音節の韻母と声調が変化するという、他の中国語の方言にみられない特徴を持っている。

### 声母
|        |            | 両唇音  | 歯茎音   | 後部歯茎音 | 軟口蓋音 | 声門音  |
| 閉鎖音 | 無声無気音 | [p] 邊  | [t] 低   |            | [k] 求   | （[ʔ]） |
| 閉鎖音 | 無声有気音 | [pʰ] 波 | [tʰ] 他  |            | [kʰ] 氣  |         |
| 鼻音   | 鼻音       | [m] 蒙  | [n] 日   |            | [ŋ] 語   |         |
| 摩擦音 | 無声音     |         | [s] 時   |            |          | [h] 喜  |
| 摩擦音 | 有声音     | (*注1)  |          | (*注2)     |          |         |
| 破擦音 | 無声無気音 |         | [ts] 曾  |            |          |         |
| 破擦音 | 無声有気音 |         | [tsʰ] 出 |            |          |         |
| 接近音 | 接近音     |         | [l] 柳   |            |          |         |

- 注1：[β]が音韻変化により現れる。
- 注2：[ʒ]が音韻変化により現れる。

上記の注のように、音節が続く事により、表に示した声母の他に有声摩擦音の[β]と[ʒ]が現れる。出現条件は下表の通り。
| 前の音節の韻尾     | 後の音節の声母 | 後の音節の声母 | 後の音節の声母 | 後の音節の声母 | 後の音節の声母 |
| ------------------ | -------------- | -------------- | -------------- | -------------- | -------------- |
| 前の音節の韻尾     | p、pʰ          | t、tʰ、s、l    | ts、tsʰ        | k、kʰ、h、ʔ    | m、n、ŋ        |
| 鼻音韻尾の場合     | m              | n              | ʒ              | ŋ              | 変わらず       |
| 母音韻尾の場合     | β              | l              | ʒ              | ʔ              | 変わらず       |
| 入声韻尾乙類の場合 | β              | l              | ʒ              | ʔ              | 変わらず       |
| 入声韻尾甲類の場合 | 変わらず       | 変わらず       | 変わらず       | 変わらず       | 変わらず       |

例えば[pa]+[pa]の場合、[paβɑ]と発音される。
入声韻尾甲類はもともと[-k̚]で発音するが、現在はほぼ[-ʔ]に合流していた。発音だけでは甲類と乙類の区別が難しい。

### 韻母
韻母は、声調によって緊韻と鬆韻の2つの種類に分けられる。下の表のうち、セル内に2行がある場合、上段は緊韻、下段は鬆韻である。
2つ以上の音節が重なる時、前の音節の韻母は声調の変化とともに、対応する緊韻あるいは鬆韻に変化しなければならない。
| 開韻尾       | [a] 蝦、罷  | [e] 街 [a] 細 | [ø] 驢 [ɔ] 告 | [o] 哥 [ɔ] 抱   | [i] 喜 [ɛi] 氣   | [u] 苦 [ɔu] 怒   | [y] 豬 [œy] 箸   | [ia] 寫、夜  | [ie] 雞、毅  | [ua] 花、話  | [uo] 科、課  | [yo] 橋、銳  | [ai] 紙、再 | [au] 郊、校 | [eu] 溝 [au] 構 |                   |                   | [øy] 催 [ɔy] 罪   | [iu] 秋、笑 | [ui] 杯、歲 | [uai] 我、怪 |
| 鼻音韻尾[-ŋ] | [aŋ] 三、汗 |               |               |                 | [iŋ] 人 [ɛiŋ] 任 | [uŋ] 春 [ɔuŋ] 鳳 | [yŋ] 銀 [œyŋ] 頌 | [iaŋ] 驚、命 | [ieŋ] 天、見 | [uaŋ] 歡、換 | [uoŋ] 王、象 | [yoŋ] 鄉、樣 |             |             |                 | [eiŋ] 恒 [aiŋ] 硬 | [ouŋ] 湯 [ɔuŋ] 寸 | [øyŋ] 桶 [ɔyŋ] 洞 |             |             |              |
| 入声韻尾[-ʔ] | [aʔ] 盒、鴨 | [eʔ] 漬       | [øʔ] 扔       | [oʔ] 樂 [ɔʔ] 閣 | [iʔ] 力 [ɛiʔ] 乙 | [uʔ] 勿 [ɔuʔ] 福 | [yʔ] 肉 [œyʔ] 竹 | [iaʔ] 擲、察 | [ieʔ] 熱、鐵 | [uaʔ] 活、法 | [uoʔ] 月、郭 | [yoʔ] 藥、弱 |             |             |                 | [eiʔ] 賊 [aiʔ] 黑 | [ouʔ] 學 [ɔuʔ] 骨 | [øyʔ] 讀 [ɔyʔ] 角 |             |             |              |

### 声調
基本声調は下記の7種がある。うち陰平・上声・陽平・陽入に当たる音節の韻母は緊韻で発音し、陰去・陰入・陽去に当たる音節の韻母は鬆韻で発音する。
| 調類 | 調値 | 例字 |
| 陰平 | 55   | 君   |
| 上声 | 33   | 滾   |
| 陰去 | 212  | 貢   |
| 陰入 | 24   | 谷   |
| 陽平 | 53   | 群   |
| 陽去 | 242  | 郡   |
| 陽入 | 5    | 掘   |

連続変調により、上記の他に半陰去21と半陽去35の調値が現れる。
2音節の連続による前の音節の声調変化は下記の通り。
| 前の音節                        | 後の音節 | 後の音節     | 後の音節 | 後の音節               |
| 前の音節                        | 陰平55   | 陽平53 陽入5 | 上声33   | 陰去212 陽去242 陰入24 |
| 陰平55 陰去212 陽去242 陰入乙24 | 55       | 55           | 53       | 53                     |
| 陽平53 陽入5                    | 55       | 33           | 33       | 21                     |
| 上声33 陰入甲24                 | 21       | 21           | 35       | 55                     |

3音節以上の場合はさらに複雑である。
故に、福州話での複合語の発音は元の音節といくつの所で音韻変化することがある。例えば、「福」は本来、陰入調（甲類）で[hɔuʔ24]と発音する。「州」は陰平調で[tsiu55]と発音する。組み合わせて「福州」の地名を構成する場合、「福」の声調は陰入調から半陰去調へ変化するため、その韻母も鬆韻の[-ɔuʔ]から緊韻の[-uʔ]へ変化する。また、「福」は陰入調（甲類）に属するので、「州」の声母[ts]は変化しない。なので、「福州」の実際の発音は[huʔ21tsiu55]である。
また、「中」は本来、陰平調で[tyŋ55]と発音する。「国」は本来、陰入調で[kuɔʔ24]と発音する。「中国」という言葉を構成する場合、「中」の声調は陰平調から陽平調へ変化するため、韻母は緊韻のままで変化しないが、「国」の声母[k]は[ŋ]の後ろで[ŋ]へ変化する。なので、「中国」の実際の発音は[tyŋ53ŋuɔʔ24]である。

## 語彙的特徴
福州方言のほとんどの単語には、他の中国語の方言に対応する単語があります。そのため、福州方言を話していない人でも、中国文字で書かれた福州方言は会話よりも理解しやすいです。しかし、偽の友達の単語も存在します。例えば、「莫細膩」(mŏ̤h sá̤-nê)は「遠慮しすぎないで」または「くつろいでください」といった意味で、「我對手汝洗碗」(nguāi dó̤i-chiū nṳ̄ sā̤ uāng)は「あなたの皿を洗うのを手伝います」、「伊共伊老媽嚟冤家」(ĭ gâe̤ng ĭ lâu-mā lā̤ uŏng-gă)は「彼と彼の妻は口論している」という意味です。標準中国語の単語「細膩」(xìnì)、「對手」(duìshǒu)、「冤家」(yuānjiā)を知っているだけでは、こうした文のニュアンスを理解するのには役立ちません。
福州方言の語彙の大部分は1200年以上前にさかのぼります。日常的な単語の中には、唐代のままで使われているものもあります。これは、その時代の著名な中国の詩人、顧況の詩「囝」（Jiǎn）によって示されています。顧況はその詩の中で明確に次のように述べています：
囝，音蹇。閩俗呼子為囝，父為郎罷。 「囝は蹇と発音する。福建の方言では、息子を囝と呼び、父を郎罷と呼ぶ。」
福州方言では、「囝」（giāng）を息子を指し、「郎罷」（nòng-mâ）を父親を指す言葉として現在も使われています。

## 文化
マレーシアのCD、カセットテープには福州語の歌謡曲があり、市販されている。